# Ponzano (Civitella del Tronto)
Ponzano (AFI: /ponˈʦano/) è una frazione del comune italiano di Civitella del Tronto, in provincia di Teramo, situata a circa 4 km dal capoluogo.

## Storia
Dopo gli eventi sismici del Centro Italia del 2016 e del 2017 e le eccezionali nevicate verificatesi nel mese di gennaio 2017, il 13 febbraio 2017 un vasto fronte di frana ha interessato una parte della frazione causando rottura di strade e lesioni ad alcune abitazioni

## Monumenti e luoghi d'interesse

### Architetture religiose

#### Chiesa di San Flaviano
È il monumento principale della frazione, risalente al XVI secolo. Ha copertura a capanna, con campanile a vela. La facciata a capanna è frutto di vari restauri, ed ha un portale a tutto sesto rientrato, con lunetta a bassorilievo. Il centro è decorato da una finestra circolare a mo' di rosone. Nel 2012 la chiesa è stata ampiamente restaurata per il consolidamento, ed è stata abbellita da ulteriori opere sacre, oltre al dipinto della Resurrezione di Andrej Caja. L'architetto restauratore Lanfranco Cardinale si è occupato anche della composizione della classica Via Crucis lungo il perimetro interno. L'interno è a navata unica con due cappelle laterali con icone votive e statue.